# SDSS J134203.11+134022.2
| SDSS J134203.11+134022.2                                | SDSS J134203.11+134022.2 |
| ------------------------------------------------------- | ------------------------ |
| Beobachtungsdaten Äquinoktium: J2000.0, Epoche: J2000.0 |                          |
| Sternbild                                               | Bootes                   |
| Rektaszension                                           | 13h 42m 03,1s            |
| Deklination                                             | +13° 40′ 22″             |
| Helligkeit (J-Band)                                     | (16,90 ± 0,03) mag       |
| Spektralklasse                                          | ca. L5.5                 |
| Katalogbezeichnungen                                    |                          |
| 2MASS J13420311+1340222                                 |                          |

SDSS J134203.11+134022.2 ist ein L-Zwerg im Sternbild Hercules. SDSS J134203.11+134022.2 wurde durch die Analyse von Daten des Sloan Digital Sky Survey (SDSS) in einer im Jahr 2006 veröffentlichten Untersuchung von Chiu et al. als L-Zwerg identifiziert. Die Spektralklasse des Objekts wird grob auf L5.5 geschätzt.